# Naseljavanje Islanda
Naseljavanje Islanda je započelo u drugoj polovici 9. stoljeća kada se nordijski doseljenici sele preko sjevernog Atlantika. Prvi useljenici na otok su bili irski redovnici koji dolaze potkraj 7. st. U 9. st. otkrivaju ga Vikinzi (874. god. spominje se dolazak norveških Vikinga Ingólfura Arnarsona) koji ga nazivaju Ísland (islandski: Ledena zemlja). Muški doseljenici bili su uglavnom iz Norveške, a žene uglavnom Keltkinje koje su Vikinzi otimali s Britanije.